# Brightling
Brightling är en ort och civil parish i Storbritannien.   Den ligger i grevskapet East Sussex och riksdelen England, i den södra delen av landet, 70 km sydost om huvudstaden London. Brightling ligger 163 meter över havet och antalet invånare är 366.
Terrängen runt Brightling är huvudsakligen platt. Brightling ligger uppe på en höjd. Runt Brightling är det ganska tätbefolkat, med 166 invånare per kvadratkilometer. Närmaste större samhälle är Hastings, 17,2 km sydost om Brightling. I omgivningarna runt Brightling växer i huvudsak blandskog.